# Kunașivka, Nijîn
Kunașivka (în ucraineană Кунашівка) este localitatea de reședință a comunei Kunașivka din raionul Nijîn, regiunea Cernihiv, Ucraina.

## Demografie
Componența lingvistică a localității Kunașivka
     Ucraineană (98,22%)
     Rusă (1,42%)
     Alte limbi (0,36%)
Conform recensământului din 2001, majoritatea populației localității Kunașivka era vorbitoare de ucraineană (98,22%), existând în minoritate și vorbitori de rusă (1,42%).